# Hugo Tranberg
Hugo Wilhelm Tranberg, född 25 juni 1885 i Söderhamn, död 22 januari 1958 i Oscars församling i Stockholm, var en svensk skådespelare.
Tranberg, som var son till stadsingenjör Knut Tranberg och Fanny Beatly, studerade vid Palmgrenska samskolan i Stockholm samt Norrköpings tekniska skola. Han var elev vid Dramatens elevskola 1904 och elev på stat vid teatern 1906–1907, med några avbrott knuten till Vasateatern i Stockholm 1907–1921, engagerad hos Einar Fröberg 1910–1912, vid Lilla Teatern i Stockholm 1912–1913, vid Blancheteatern i Stockholm nio år samt vid Riksteaterns och folkparkernas turnéer. Tranberg är begravd på Norra begravningsplatsen utanför Stockholm.

## Filmografi i urval
- 1913 – Ingeborg Holm
- 1914 – Halvblod
- 1919 – Ett farligt frieri
- 1920 – Bomben
- 1921 – Cirkus Bimbini
- 1921 – Kvarnen
- 1923 – Andersson, Pettersson och Lundström
- 1924 – En piga bland pigor
- 1925 – Öregrund-Östhammar
- 1933 – Kanske en diktare
- 1934 – Marodörer
- 1936 – Samvetsömma Adolf
- 1936 – Kärlek och monopol
- 1938 – Styrman Karlssons flammor
- 1938 – Pengar från skyn
- 1939 – Panik
- 1940 – Frestelse
- 1940 – Blyge Anton
- 1940 – Mannen som alla ville mörda
- 1941 – Landstormens lilla argbigga
- 1941 – Nygifta
- 1942 – Lyckan kommer
- 1943 – Det brinner en eld
- 1944 – Skeppar Jansson
- 1944 – Fia Jansson från Söder
- 1944 – Gröna hissen
- 1944 – Vår Herre luggar Johansson
- 1944 – Fattiga riddare
- 1945 – Kungliga patrasket
- 1945 – Trötte Teodor
- 1945 – 13 stolar
- 1946 – När ängarna blommar
- 1946 – Begär
- 1947 – Mästerdetektiven Blomkvist
- 1949 – Hin och smålänningen
- 1949 – Människors rike
- 1951 – Puck heter jag
- 1952 – Kalle Karlsson från Jularbo

## Teater

### Roller (ej komplett)
| År   | Roll                                 | Produktion                                                                      | Regi               | Teater         |
| ---- | ------------------------------------ | ------------------------------------------------------------------------------- | ------------------ | -------------- |
| 1907 |                                      | Cathérine Henri Lavedan                                                         |                    | Vasateatern    |
| 1908 |                                      | Man kan aldrig veta George Bernard Shaw                                         |                    | Vasateatern    |
| 1908 |                                      | Det nya huset Thore Blanche                                                     |                    | Vasateatern    |
| 1908 |                                      | Amatörtjuven (Raffles, The Amateur Cracksman) E. W. Hornung och Eugene Presbrey |                    | Vasateatern    |
| 1908 |                                      | Har ni något att förtulla? Maurice Hennequin                                    |                    | Vasateatern    |
| 1908 | Urbain                               | Fröken Josette - min hustru Paul Gavault och Robert Charvay                     |                    | Vasateatern    |
| 1908 | Wittle                               | Bland bålde riddersmän Harriett Jay                                             | Knut Nyblom        | Vasateatern    |
| 1913 | Harry Manders                        | Amatörtjuven (Raffles, The Amateur Cracksman) E. W. Hornung och Eugene Presbrey | Knut Nyblom        | Vasateatern    |
| 1913 | La Moulaine                          | Borgmästarinnan (La presidente) Maurice Hennequin och Pierre Veber              | Albert Ranft       | Vasateatern    |
| 1914 | Naguieri                             | Affären Costa Negra Gustaf Janson                                               | Knut Nyblom        | Vasateatern    |
| 1914 | Samuel Welch                         | Kontanter (Ready Money) James Montgomery                                        | Knut Nyblom        | Vasateatern    |
| 1914 | Kökschefen                           | När fruarna resa André Monetzi-Eon och Nicolas Nancey                           | Knut Nyblom        | Vasateatern    |
| 1914 | Albin Kaiser                         | Trötte Teodor Max Neal och Max Ferner                                           | Knut Nyblom        | Vasateatern    |
| 1915 | Magnus Lindemann                     | Nattfrämmande Fritz Friedmann-Frederich                                         |                    | Vasateatern    |
| 1915 | Brander                              | Inkvartering Dick Digerman                                                      | Oscar Byström      | Vasateatern    |
| 1915 | Philip Innings                       | Niobe Harry Paulton och Edward Paulton                                          | Oscar Byström      | Vasateatern    |
| 1915 | Cserenyés                            | Försvarsadvokaten Ferenc Molnár                                                 | Knut Nyblom        | Vasateatern    |
| 1916 | Doktor Lavirette                     | Herkulespillerna Maurice Hennequin                                              |                    | Vasateatern    |
| 1917 | Ruddok                               | Diamanten Horace Hedges och Wigney Percyval                                     | Knut Nyblom        | Vasateatern    |
| 1917 | Mr. Gornf                            | Lilla yrhättan H. M. Harwood                                                    | Knut Nyblom        | Vasateatern    |
| 1917 | Baron Karl av Segerlind              | Dollarmiljonen Anders Eje                                                       | Knut Nyblom        | Vasateatern    |
| 1917 | Jesper Lundberg                      | Victor Lundbergs barn Hans Sturm                                                | Knut Nyblom        | Vasateatern    |
| 1918 | Pastor Matthew Phillimore            | Äktenskapskarusellen Langdon Mitchell                                           |                    | Vasateatern    |
| 1918 | Jimmy                                | Häxmästaren Georges Berr och Louis Verneuil                                     | Knut Nyblom        | Vasateatern    |
| 1918 | Heinz Wendeborn                      | Den bättre hälften Franz Arnold och Ernst Bach                                  | Knut Nyblom        | Vasateatern    |
| 1920 | Alphonse                             | Kiki André Picard                                                               | Ernst Eklund       | Blancheteatern |
| 1921 | Doktor Copus                         | Paracelsus Arthur Schnitzler                                                    | Ernst Eklund       | Blancheteatern |
| 1921 | Ignat                                | Skulden till allt Lev Tolstoj                                                   | Alexander Moissi   | Blancheteatern |
| 1921 | Michajl Afremoff Artemjef Petruschin | Det levande liket Lev Tolstoj                                                   | Alexander Moissi   | Blancheteatern |
| 1921 | Hertigen av Safirien                 | Askungen Ludvig Brandstrup                                                      | Arthur Natorp      | Blancheteatern |
| 1922 | MacSherry                            | Madame Sherry Hugo Felix, Maurice Ordonneau, Benno Jacobson                     | Ernst Eklund       | Blancheteatern |
| 1922 | Jack Chesney                         | Charleys tant Brandon Thomas                                                    | Elis Ellis         | Blancheteatern |
| 1922 | Doktor Goll Escherich                | Lulu Frank Wedekind                                                             | Maria Orska        | Blancheteatern |
| 1922 | Doktorn                              | Nu kommer madame Gilda Varesi och Dolly Byrne                                   | Nils Arehn         | Blancheteatern |
| 1922 | Moschu                               | Mexiko-guld Rudolf Lothar och Hans Bachwitz                                     | Uno Brander        | Blancheteatern |
| 1922 |                                      | Dick eller Danny Lee Wilson Dodd                                                | Erik Berglund      | Blancheteatern |
| 1922 | Dr Heinrich Plavius                  | Babyn Hans Sturm och Fritz Jakobstedter                                         | Nils Arehn         | Blancheteatern |
| 1923 | Jack Stanley                         | Din nästas fästmö Adelaide Matthews och Anne Nichols                            | Ernst Eklund       | Blancheteatern |
| 1923 |                                      | Amor och Psyke Erik Wilhelm Olson                                               |                    | Blancheteatern |
| 1923 | Falkengren                           | Sten Stensson Stéen från Eslöf John Wigforss                                    | Elis Ellis         | Blancheteatern |
| 1924 | Baron Pallenhofen                    | Grevinnan Lolotte Leopold Lipschütz                                             | Ernst Eklund       | Blancheteatern |
| 1924 | Bertrand                             | Odygdens belöning Félix Gandéra och Claude Gevel                                | Karin Swanström    | Blancheteatern |
| 1927 | Fitzkes                              | Skräddar Wibbel Hans Müller-Schlösser                                           | Sigurd Wallén      | Folkteatern    |
| 1928 | Doktor Welcome                       | Mary Dugans process Bayard Veiller                                              | Harry Roeck-Hansen | Blancheteatern |
| 1929 | Sam Worthing                         | Hotell Pompadour Walter Hackett                                                 | Harry Roeck-Hansen | Blancheteatern |
| 1929 | John Withers, plantageinspektör      | Brevet W. Somerset Maugham                                                      | Harry Roeck-Hansen | Blancheteatern |
| 1929 | George Appleway                      | Cocktails Leslie Howard                                                         | Harry Roeck-Hansen | Blancheteatern |
| 1930 | Emil Reimbacher                      | Pengar på gatan Rudolf Bernauer och Rudolf Oesterreicher                        | Harry Roeck-Hansen | Blancheteatern |
| 1930 | Rättens ordförande                   | Storken Thit Jensen                                                             | Harry Roeck Hansen | Blancheteatern |
| 1931 | Hovmästaren                          | Madame ordnar allt M. Aubergson                                                 | Harry Roeck-Hansen | Blancheteatern |
| 1931 | Morton                               | Sex appeal Frederick Lonsdale                                                   | Harry Roeck-Hansen | Blancheteatern |
| 1931 | Rättens ordförande                   | Storken Thit Jensen                                                             | Harry Roeck Hansen | Blancheteatern |
| 1931 | Zülke                                | Till polisens förfogande Max Alsberg och Otto Ernst Hesse                       | Harry Roeck-Hansen | Blancheteatern |
| 1931 | Patrick Murphy                       | Tredubbelt gifta Anne Nichols                                                   | Semmy Friedmann    | Blancheteatern |
| 1932 | Stratton                             | Syndafloden Henning Berger                                                      | Harry Roeck-Hansen | Blancheteatern |
| 1932 | Medverkande                          | Harrys bar, revy Berco och Chatham                                              | Nils Johannisson   | Blancheteatern |
| 1932 | Trasrådet                            | Urspårad Karl Schlüter                                                          | Svend Gade         | Blancheteatern |
| 1932 | Cachex                               | Obs, nymålat René Fauchois                                                      | Harry Roeck-Hansen | Blancheteatern |
| 1932 | Patrick Murphy                       | Tredubbelt gifta Anne Nichols                                                   | Semmy Friedmann    | Blancheteatern |
| 1933 | Patrik Karleby                       | Livet har rätt Dicte Sjögren                                                    | Harry Roeck-Hansen | Blancheteatern |
| 1933 |                                      | I de bästa familjer Anita Hart och Maurice Braddell                             | Gösta Ekman        | Vasateatern    |
| 1935 | George Hemsby                        | Processen Bennet Edward Wooll                                                   | Harry Roeck-Hansen | Blancheteatern |
| 1936 | Richard Hardtel                      | Skolka skolan Stefan Bekeff och Adorjan Stella                                  | Carlo Keil-Möller  | Vasateatern    |
| 1936 | En gammal herre General Mu           | En dotter av Kina Hsiung Shih-i                                                 | Johan Falck        | Blancheteatern |
| 1937 | Hansen                               | Hans första premiär Svend Rindom                                                | Harry Roeck-Hansen | Blancheteatern |
| 1938 | Herrn vid spelbordet                 | Spel på havet Sigfrid Siwertz                                                   | Alf Sjöberg        | Dramaten       |
| 1939 | Auguste                              | Mitt i Europa Robert E. Sherwood                                                | Rune Carlsten      | Dramaten       |
| 1939 | Värden En herre                      | Nederlaget Nordahl Grieg                                                        | Svend Gade         | Dramaten       |
| 1940 | Överkonstapeln                       | Grå gryning (Winterset) Maxwell Anderson                                        | Per-Axel Branner   | Nya Teatern    |
| 1941 | Bonden                               | Christina August Strindberg                                                     | Per-Axel Branner   | Nya Teatern    |
| 1942 |                                      | Svart granit Sekel Nordenstrand                                                 | Manne Grünberger   | Folkan         |
| 1942 | Erik Nielsen                         | Lille Napoleon Paul Sarauw                                                      | Max Hansen         | Vasateatern    |
| 1942 |                                      | Min syster Eileen Joseph Fields och Jerome Chodorov                             | Gösta Folke        | Vasateatern    |
| 1943 | Professor Turman                     | Geografi och kärlek Bjørnstjerne Bjørnson                                       | Ingmar Bergman     | Folkparksturné |
| 1951 |                                      | Det hände i Marseille Marcel Pagnol                                             | Erik Berglund      | Riksteatern    |
| 1951 | Kören: Bondgubben                    | Simon trollkarlen Tore Zetterholm                                               | Arne Ragneborn     | Dramaten       |